# Alchemilla stichotricha
Alchemilla stichotricha es una especie de planta del género Alchemilla, perteneciente a la familia Rosaceae.

## Taxonomía
Alchemilla stichotricha fue descrita por Serguéi Yuzepchuk en 1951.

## Distribución
Se encuentra en el territorio central de la parte europea de Rusia.